# 12207 Matthewbeasley
12207 Matthewbeasley è un asteroide della fascia principale. Scoperto nel 1981, presenta un'orbita caratterizzata da un semiasse maggiore pari a 2,2268184 au e da un'eccentricità di 0,1940844, inclinata di 4,10984° rispetto all'eclittica.